# 韓非
韓 非（かん ぴ、拼音: Hán Fēi、紀元前280年? - 紀元前233年）は、中国戦国時代の思想家。『韓非子』の著者。法家の代表的人物。韓非子（かんぴし）とも呼ばれる。元来は単に韓子と呼ばれていたが、唐代の詩人韓愈を韓子と呼ぶようになると韓非子と呼ぶことが一般化した。

## 生涯
韓非の生涯は司馬遷の『史記』「老子韓非子列伝第三」および「李斯伝」などによって伝えられているが、非常に簡略に記されているに過ぎない。『史記』によれば、出自は韓の公子であり、後に秦の宰相となった李斯とともに荀子に学んだとされ、これが通説となっている。しかし、『韓非子』において荀子への言及がきわめて少ないこと、一方の『荀子』においても韓非への言及が見られないことから、貝塚茂樹は韓非を荀子の弟子とする『史記』の記述の事実性を疑う見解を示している。いずれにしろ、『韓非子』や他の書にも生涯に関する記述がほとんどないため、詳しいことはわかっていない。
韓非は、生まれつき重度の吃音であり、幼少時代は王安や横陽君成も含む異母兄弟から「吃非」と呼ばれて見下され続けていたが、非常に文才に長け、書を認める事で、自分の考えを説明するようになった。この事が、後の『韓非子』の作成に繋がったものと思われる。
荀子のもとを去った後、故郷の韓に帰り、韓王にしばしば建言するも容れられず鬱々として過ごさねばならなかったようだ。たびたびの建言は韓が非常な弱小国であったことに起因する。戦国時代末期になると春秋時代の群小の国は淘汰され、七国が生き残る状態となり「戦国七雄」と呼ばれたが、その中でも秦が最も強大であった。とくに紀元前260年の長平の戦い以降その傾向は決定的になっており、中国統一は時間の問題であった。韓非の生国韓はこの秦の隣国であり、かつ「戦国七雄」中、最弱の国であった。「さらに韓は秦に入朝して秦に貢物や労役を献上することは、郡県と全く変わらない（“且夫韓入貢職、与郡県無異也”）」といった状況であった。
故郷が秦にやがて併呑されそうな勢いでありながら、用いられない我が身を嘆き、自らの思想を形にして残そうとしたのが現在『韓非子』といわれる著作である。
韓非の生涯で転機となったのは、隣国秦への使者となったことであった。秦で、属国でありながら面従腹背常ならぬ韓を郡県化すべしという議論が李斯の上奏によって起こり、韓非はその弁明のために韓から派遣されたのである。以前に韓非の文章（おそらく「五蠹」編と「孤憤」編）を読んで敬服するところのあった秦王はこのとき、韓非を登用しようと考えたが、李斯は韓非の才能が自分の地位を脅かすことを恐れて王に讒言した。このため韓非は牢につながれ、獄中、李斯が毒薬を届けて自殺を促し、韓非はこれに従ったという。この背景には当時、既に最強国となっていた秦の動向を探るための各国密偵の暗躍、外国人の立身出世に対する秦国民の反感など、秦国内で外国人に対する警戒心、排斥心が高まり「逐客令（外国人追放令）」が発令されたため、韓非は「外国人の大物」としてスケープゴートにされたという経緯がある。
韓非はすぐれた才能があり、後世に残る著作を記したが、そのために同門の李斯のねたみを買い、事実無根の汚名を着せられ自殺に追い込まれた。司馬遷は『史記』の韓非子伝を、「説難篇を著して、君主に説くのがいかに難しいかをいいながら、自分自身は秦王に説きに行って、その難しさから脱却できなかったのを悲しむ」と、結んでいる。
以上が『史記』の伝える韓非の最期だが、これには異聞もある。『戦国策』「秦策」では、韓非が姚賈という秦の重臣への讒言をしたために誅殺されたと伝わる。貝塚茂樹は、『史記』が誤りで『戦国策』が正しいと推察している。

## 思想
韓非の思想は著作の『韓非子』によって知られる。金谷治によれば、韓非の著作として確実と考えられるのはまず『史記』に言及されている「五蠹」編と「孤憤」編で、さらに「説難」編・「顕学」編である。その中心思想は政治思想で、法実証主義の傾向が見られる。

### 荀子の影響
韓非が明らかに荀子に影響を受けていると思われるのが、
1. 功利的な人間観
2. 「後王」思想
3. 迷信の排撃

などであり、荀子の隠括も好んで使う。
ただし韓非の思想への荀子の影響については諸家において見解がやや分かれる。
1. 貝塚茂樹は韓非と荀子の間に思想的なつながりは認められなくはないが、商鞅や申不害らからの継承面の方が大きく、荀子の影響が軸となっているとの見解ではない。
2. 金谷治も荀子の弟子という通説を否定はしないが、あまり重視せず、やはり先行する法術思想からの継承面を重視する。
3. それに対し、内山俊彦は荀子の性悪説や天人の分、「後王」思想を韓非が受け継いでおり、韓非思想で決定的役割をもっているといい、その思想上の繋がりは明らかだとしている。したがって内山は荀子の弟子であるという説を積極的に支持している。なお「後王」とは「先王」に対応する言葉で、ここでは内山俊彦の解釈に従って「後世の王」という意味であるとする。一般に儒教は周の政治を理想とするから、「先王」の道を重んじ自然と復古主義的な思想傾向になる。これに対し、荀子は「後王」すなわち後世の王も「先王」の政治を継承し尊重すべきであるが、時代の変化とともに政治の形態も変わるということを論じて、ただ「先王」の道を実践するのではなく、「後王」には後世にふさわしい政治行動があるという考え方である。

### 功利的な人間観
韓非の人間観は原理上は孔子と共通の観点を取っているが、厳密には荀子の性悪説に近い。
功利主義の分かりやすい例に堯舜についての禅譲である。この禅譲に対して曰く。「堯が天下の王だった時は、質素な宮廷で、粗末な食事を食べ、貧しい衣服を着ていた。今の世の門番が貧しいとはいえ、これよりはましである。これらのことから言えば、かの古の時代の天下を譲るということは、門番の貧しい生活を捨てたり、奴隷の労役から離れるということだ。だから天下を譲るといっても大したことではない。しかし今の県令ですらその死後、子孫は末長く馬車を乗り回して暮らせるほど豊かである。だから人はその地位を重く思う。よって人が地位を譲るということ、古代は天子の地位を譲ることを軽んじ、現代は県令の職を離れ難いと思うのは、その実利が違うからである」。
人が少なかった頃は闘争はなかったという一種の自然状態仮説を提示し、外的環境と物的状況の変化が人間性に影響を与えるという議論を展開する。韓非によれば、物資が多くて人が少なければ人々は平和的で、逆に物資が少なくて人が多いと闘争的になる。韓非が生きた時代のような、人が増えた闘争的な社会では、平和的な環境に合った法や罰は意味が無く、時代に合わせて法も罰も変えなければいけない。ただ罰の軽重だけを見て、罰が少なければ慈愛であるといい、罰が厳しければ残酷だという人がいるが、罰は世間の動向に合わせるものであるから、この批判は当たらないという。

### 実証主義
儒家と墨家の思想が客観的に真実であるかどうか検証不可能であることを指摘して、政治の基準にはならないと批判している。法律とその適用を厳格にしさえすれば、客観的に政治は安定する。儒家の言葉はあやふやでその真理として掲げている「知」や「賢」といった道徳的に優れた行為や言葉は誰でも取りうるものではなく知りうるものでもないという。よってこのような道徳性を臣下に期待するのは的はずれで、君主は法を定め、それに基づいて賞罰を厳正におこなえば、臣下はひとりでに君主のために精一杯働くようになるという。
政治の基準は万人に明らかであるべきで、それは制定法という形で君主により定められるべきものである。また法の運用・適用に関する一切は君主が取り仕切り、これを臣下に任せてはならない。

### 歴史思想
韓非の歴史思想については、「五蠹」編に述べられているところに依拠して説明する。
古の時代は今とは異なって未開な状態であり、古の聖人の事跡も当時としては素晴らしかったが、今日から見ると大したことはない。したがってそれが今の世の中の政治にそのまま適用できると考えている者（具体的には儒者を指す）は本質を見誤っている。時代は必然的に変遷するのであり、それに合わせて政治も変わるのである。ここには過去から未来へと変化するという直線的な歴史観、さらに古より当今のほうが複雑な社会構成をしているという認識、進歩史的な歴史観を見ることができる。この思想は荀子の「後王」思想を継承しているもので、古の「先王」の時代と「後王」の時代は異なるものであるから、政治も異なるべきという考えを述べているものを踏襲していると見られる。

### 重農主義
韓非は「五蠹」編において、商工業者を非難している。
韓非によれば、農業を保護し商工業者や放浪者は身分的に抑圧すべきである。ところが韓非の時代においては、金で官職が買え、商工業者が金銭によって身分上昇が可能であり、収入も農業より多いので、農民が圧迫されているために国の乱れとなっているという。

### 「勢」の思想
韓非思想にとって、「法」「術」と並ぶ中心概念が「勢」である。「勢」の発想自体は慎子の思想の影響を受けている。ここでは「難勢」編に依拠して説明する。
「勢」とは単なる自然の移り変わり、つまり趨勢のことではなく、人為的に形成される権勢のことであるという。韓非は権勢が政治において重要性を持つと主張し、反対論者を批判する。反対論者は「賢者の『勢』も桀紂のような暴君も『勢』を持っているという点で共通であるから、もし『勢』が政治において重要性を持つのならば、なぜ賢者の時にはよく治まり、桀紂の時にはよく治まらないのか」と言うが、賢者の「勢」は自然の意味で権勢ではなく、このような論理は問題にならないという。賢者の治政が優れているのはなるほど道理だが、もし賢愚の区別だけが政治的に意味があるなら、賢人などというのは千代の間に一人いるかいないかであるから、これを待っているだけでは政治がうまくいくとは思われないという。法によって定まった権勢に従えば、政治は賢人の治政ほどではないだろうが、暴君の乱政に備えることはできると説いている。
「勢」とは、このような人為的な権勢であり、それは法的に根拠付けられた君主の地位である。これは上下の秩序を生み出す淵源である。もし君主の権勢より臣下の権勢のほうがすぐれていれば、ほかの臣下は権勢ある臣下を第一に考えるようになり、君主を軽んじるようになって、政治の乱れが生じる。したがって韓非の理想とする法秩序において、君主は権勢を手放してはならない。

## 著作
※以下は現行での主な訳注。韓非子も参照
- 金谷治訳注『韓非子』 岩波文庫（全4巻）、1994年
- 町田三郎訳注『韓非子』 中公文庫（上下）、1992年、原文はなし
- 竹内照夫訳注『韓非子』 明治書院〈新釈漢文大系11・12〉、1960-64年 
  - 『韓非子』 明治書院「新書漢文大系13」、2002年。抜粋編訳
- 本田済訳注『韓非子 全現代語訳』 講談社学術文庫、2022年、改訂新版

### 荀子に関して
- 内山俊彦 『荀子』講談社学術文庫、1999年
- 重澤俊郎 『周漢思想研究』大空社、1998年
- 金谷治訳注 『荀子』 岩波文庫（上下）